# رصد وتحكم ومراقبة

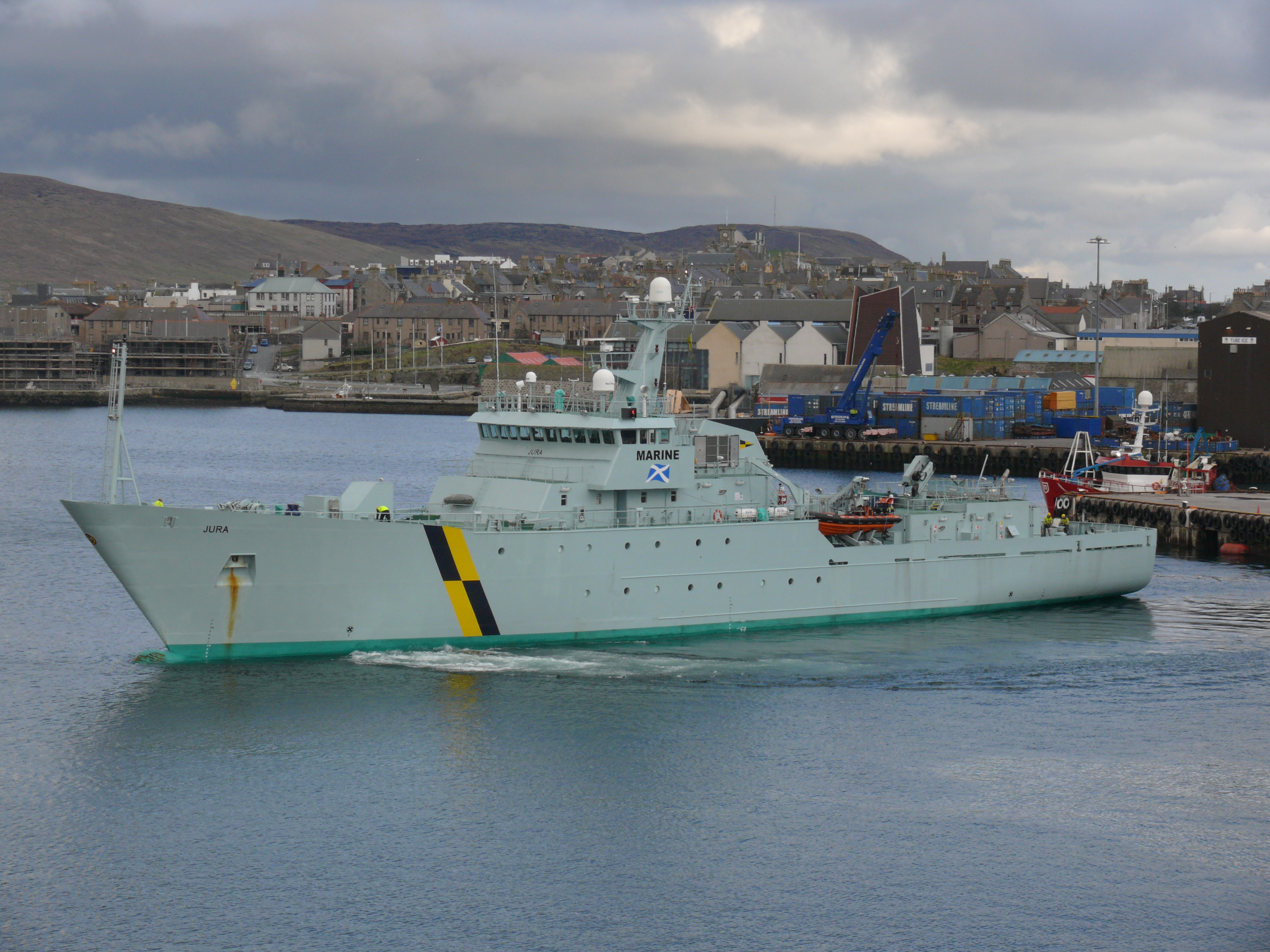

رصد وتحكم ومراقبة (بالإنجليزية: Monitoring control and surveillance)‏ التي تُعرف اختصاراً بـ MCS، هي أنشطة حددتها منظمة الأغذية والزراعة والتي يضطلع بها نظام التنفيذ لضمان الامتثال لقوانين والقرارات المتعلقة بمصايد الأسماك.